# 김달식

김달식(1934년 7월 28일~2024년 10월 27일)은 대한민국의 법조인, 대법관이다. 
1934년 경기도 안성시에서 태어나 서울대학교 법과대학에 재학 중이던 1956년 제8회 고등고시 사법과에 합격하고 1957년 육군 법무관을 거쳐 1960년부터 1971년까지 청주지방법원, 서울민사지방법원, 서울형사지방법원, 서울고등법원 판사, 1968년 대법원 재판연구관을 지내다가 1971년부터 1975년까지 대전지방법원과 서울민사지방법원에서 부장판사, 1975년 인천지원장, 1977년 서울고등법원 부장판사, 1981년 대전지방법원장, 1982년 부산지방법원장, 1983년 서울가정법원장, 1984년 서울민사지방법원장을 역임하다 1986년 4월 17일부터 임기 5년의 대법원 판사에 임명되었으나 헌법개정으로 대법관에 이르지 못하고 퇴임했다. 서울고등법원 형사부 법관으로 재직하던 1978년 10월 31일에 자기 집에서 14살 된 가정부를 성폭행하려다 살해하고 가마니에 싸서 분뇨통에 버린 혐의로 원심인 청주지방법원에서 무기징역을 선고받은 피고인에 대해 "고문에 의한 자백은 증거로 채택될 수 없다"고 하면서 원심을 깨고 무죄를 선고했다.